# Distrikt Nabatäa
Der Distrikt Nabatäa (auch Nabatiye, arabisch قضاء النبطية, DMG Qaḍāʾ an-Nabaṭīya) ist ein Verwaltungsbezirk im Gouvernement Nabatäa der Republik Libanon. Die Bezirkshauptstadt ist Nabatäa. 

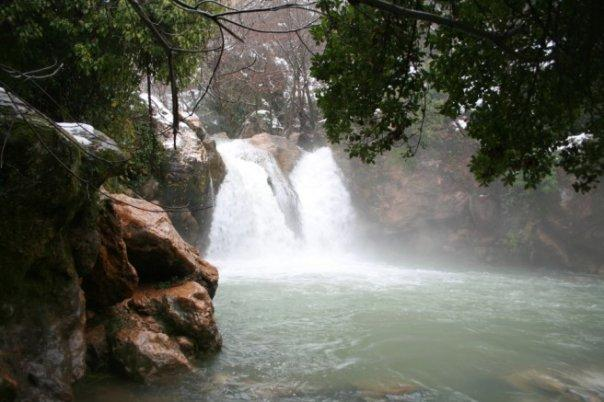
Wasserfall bei Arab Salim im Distrikt Nabatäa.

## Gemeinden
- Qaaqaait Al Jisr
- Ansar
- Aedsheet
- Ain Qana
- Ain Boswar
- Aldawair
- Arab Saleem
- Chouqin
- Der Al Zahrani
- Doueir
- Ebba
- Habboush
- Harouf
- Jarjouh
- Jbaa
- Jibcheet
- Kfarfila
- Kfour, Nabatieh
- Kfarjouz
- Kafra
- Kfar Remen
- Kfarsseer
- Houmeen
- Kfar Tebneet
- Marwania
- Mayfadoun
- Schhour
- Zifta
- Kaoutariyet Al Siyad
- Toul
- Nabatiye al-Fawqa
- Sharqia
- Zawtar el charkiyeh
- Zibdeen
- Braikeh
- Qusayba